# Nihon no Higeki (2012)
Nihon no Higeki (日本の悲劇, Brasil: Tragédia Japonesa ) é um filme japonês do género drama, realizado e escrito por Masahiro Kobayashi. Foi exibido no Festival Internacional de Cinema de Busan na Coreia do Sul a 5 de outubro de 2012. Estreou-se no Japão a 31 de agosto de 2013. Também foi exibido no Indie Festival no Brasil em 2013.

## Elenco
- Tatsuya Nakadai como Fujio Murai
- Kazuki Kitamura como Yoshio Murai
- Shinobu Terajima como Tomoko Murai
- Akemi Omori como Ryoko Murai